# Nguon Hong
Nguon Hong (? – ?) là một đội trưởng du kích Issarak người Campuchia. Hong từng cầm đầu một toán quân nhỏ ở Kampong Chhnang dưới quyền chỉ huy của Savang Vong. Khoảng năm 1952, Nguon Hong và đội du kích đã rời khỏi nhóm Savang Vong để sang gia nhập lực lượng của Sơn Ngọc Thành. Tuy vậy, Nguon Hong cũng có mối liên hệ với người đứng đầu Mặt trận Issarak Thống nhất trong khu vực tên là Meas Vong. Theo đó thì Nguon Hong đại diện cho một hiện tượng mới nổi về tình đoàn kết giữa phe quốc gia (Sơn Ngọc Thành) và phe cộng sản (UIF/Việt Minh) trong cuộc đấu tranh chống thực dân Pháp ở Campuchia vào lúc đấy.
Kao Tak của UIF đã phân phát 50 binh sĩ và 30 khẩu súng trường cho Nguon Hong. Cùng lúc đó, một nhóm lính đã bỏ phe Issarak không cộng sản của Puth Chhay sang đầu quân dưới trướng ông. Nhờ vậy mà Nguon Hong nắm trong tay được một lực lượng gồm 120 lính du kích. Sau khi đất nước giành lại độc lập thì không ai rõ tung tích của ông ra sao.